# Francisco Rodríguez Marín
Francisco Rodríguez Marín (Osuna, 27 de gener de 1855-Madrid, 9 de juliol de 1943) va ser un poeta, folklorista, paremiòleg, lexicòleg i cervantista espanyol.

## Biografia
Als nou anys va morir la seva mare. Va estudiar el batxillerat a Osuna i, en acabar-ho, va passar tres anys en la finca "Viña de pago dulce". Va cursar la carrera de Lleis a la Universitat de Sevilla i va començar a interessar-se pels cants populars espanyols a través de la Societat del Folklore Andalús, en la que coneix Antonio Machado y Álvarez i altres erudits. En 1883 torna a Osuna, on treballa com a advocat fins a la supressió en 1895 del jutjat de primera instància d'aquesta localitat, i en 1885 es casa amb Dolores Vecino. Fins a 1904 es dedicava també al periodisme a Osuna (en aquells dies va començar a usar el pseudònim de El bachiller Francisco de Osuna), a la poesia i a l'advocacia a Sevilla (des de 1895, per la referida supressió del jutjat d'Osuna); però com en 1897 va perdre la veu gairebé per complet a causa d'una operació de laringe, va abandonar el fòrum i es va dedicar íntegrament a les lletres, encara que en aquells dies ja tenia trenta-nou obres publicades. Li van interessar sobretot la literatura popular tradicional, els estudis cervantins i la literatura andalusa del Segle d'Or.
En 1895 coneix a Sevilla Marcelino Menéndez Pelayo, amb qui ja mantenia correspondència, i és nomenat acadèmic de nombre de la Real Academia Sevillana de Buenas Letras. En 1897 és nomenat regidor de l'ajuntament de Sevilla pel Partit Liberal de Segismundo Moret. El 27 d'octubre de 1907 va ingressar com a acadèmic de Reial Acadèmia Espanyola (RAE); el discurs d'ingrés va versar sobre la «Vida de Mateo Alemán". També va dirigir la Biblioteca Nacional d'Espanya (1912-1930), tractant-la com una eina de recerca personal. El 1927 és escollit per a la Reial Acadèmia de la Història. El 1931 mor la seva dona, Dolores Vecino. Octogenari ja, però encara lúcid, durant la Guerra Civil es va refugiar vint-i-sis mesos al poble manxec de Piedrabuena (Ciudad Real), on vivia la seva filla Carlota. El 23 de juliol de 1940 és nomenat director de la Reial Acadèmia de la Llengua. Va morir el 1943 quan se li preparava un homenatge.

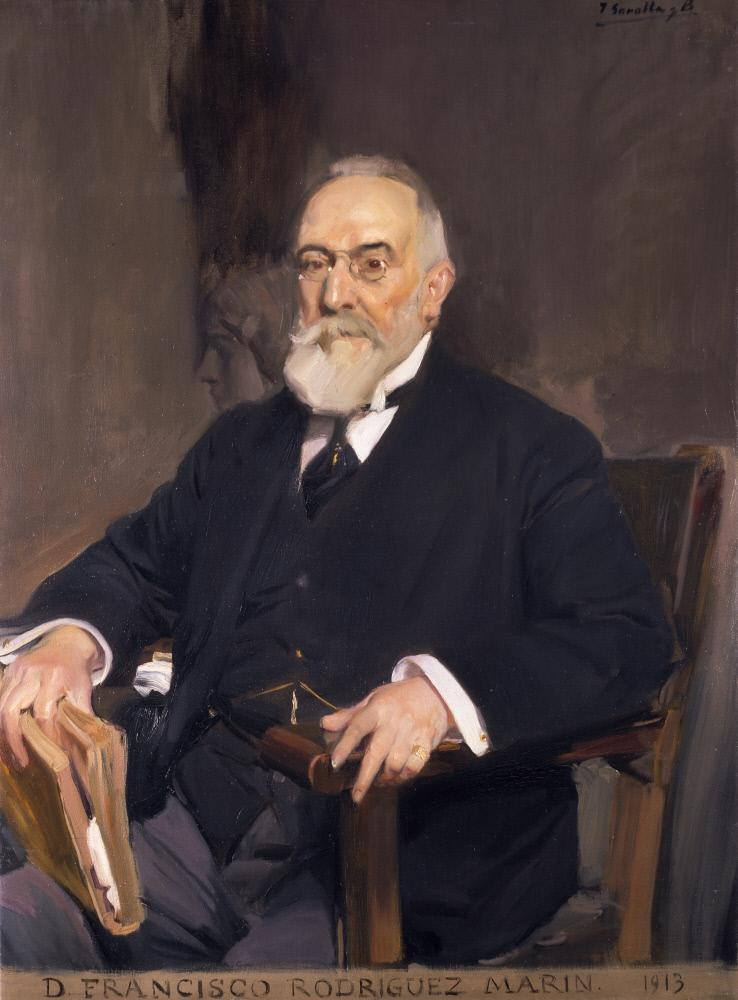
Francisco Rodríguez Marín (1913), per Joaquín Sorolla (The Hispanic Society of America, Nova York).

Va publicar tres edicions d'El Quixot, les dues últimes denominades «crítiques», però en realitat no depuraven el text amb mètodes filològics que no coneixia ni havia estudiat, sinó que es limitava a glossar-lo documentalment i explicar-lo amb notes erudites segons la metodologia positivista. La quarta edició, avui la més recomanable, va aparèixer pòstumament, el 1947-1949. La seva primera edició, encara disponible sense actualització en la sèrie Clàssics Castellans de l'Editorial Espasa-Calpe, és inferior a tres següents. Va publicar edicions també d'altres obres de Miguel de Cervantes i col·leccions de documents cervantins inèdits, així com moltes col·leccions de cants, cobles i refranys espanyols. També va ser biobibliògraf de Pedro Espinosa, de qui va editar a més la seva famosa antologia Flores de poetas ilustres (1605), inclosa la seva Segona Part inèdita, de Luis Barahona de Soto i de Mateo Alemán. Va estudiar a més Cristóbal Suárez de Figueroa i Garci Sánchez de Montalvo i va imprimir amb anotació i estudis preliminars les poesies de Baltasar del Alcázar i El diablo cojuelo de Luis Vélez de Guevara. Va pertànyer a moltes societats literàries, entre elles la Hispanic Society of America.
Com a poeta va escriure entre altres obres madrigals i sonets a l'estil del Segle d'Or, i imitacions en prosa de l'estil barroc com en Nueva premática del tiempo (1891). Com a lexicògraf va recollir Dos mil quinientas voces castizas y bien autorizadas que piden lugar en nuestro léxico (1922), entre altres obres.

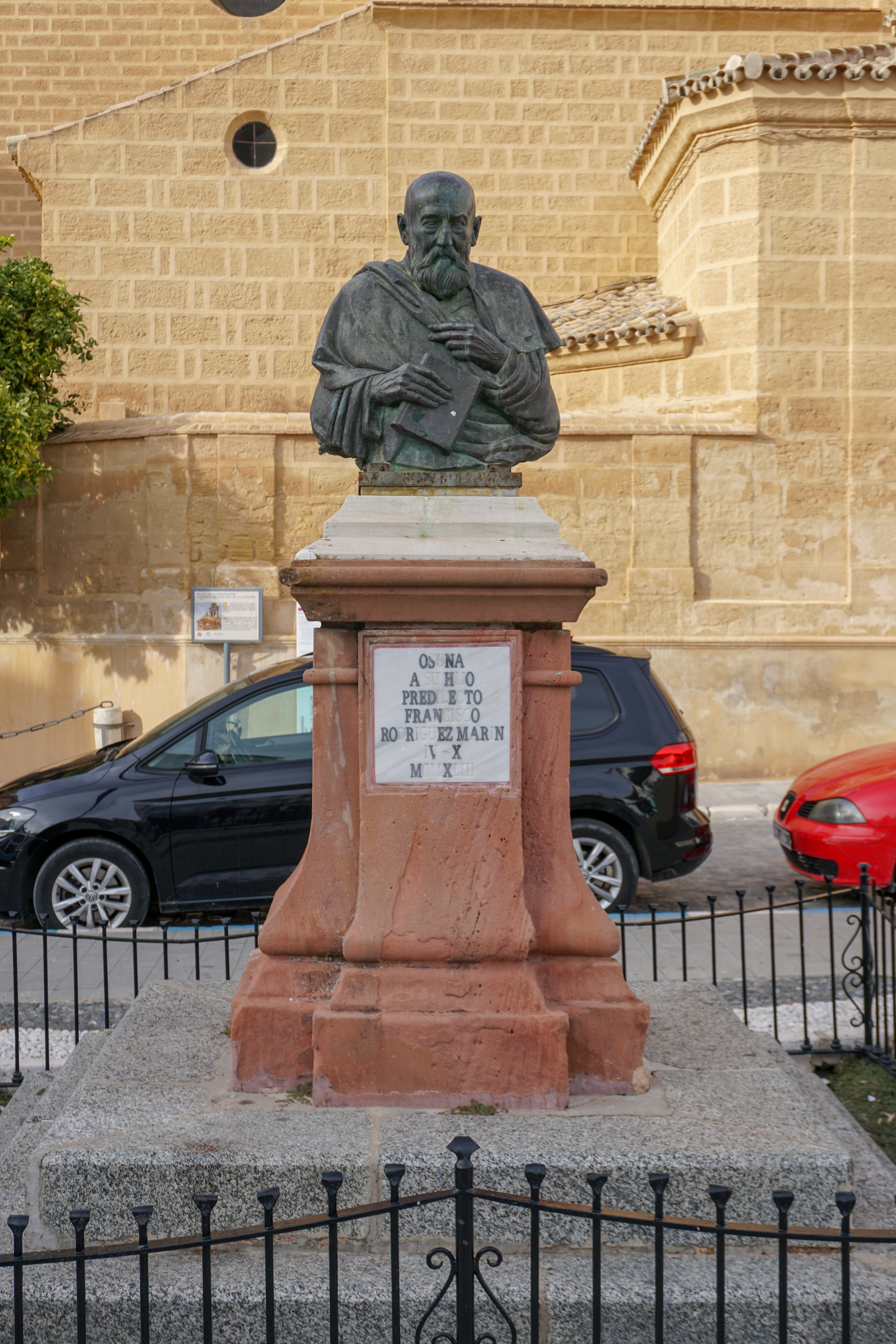
Estàtua a Francisco Rodríguez Marín a Osuna.

Tanmateix, la seva fama com a cervantista ha estat revaluada modernament. Se li imputen en general els defectes de la metodologia positivista vuitcentista quant a l'abús de la documentació i l'escassetat de rigor filològic: no es va molestar a informar al lector de les diferències textuals entre les edicions de Juan de la Costa i no va tenir cura de les qüestions textuals i la depuració del text de Miguel de Cervantes, arreglant-ho tot a la seva manera i sense deixar constància dels seus canvis; va fer passar per «edicions crítiques» d'El Quixot unes obres que no ho eren segons els cànons de la filologia. Va menystenir l'edició de les Obres de Cervantes d'Adolfo Bonilla y San Martín i Rodolfo Schevill, molt estricta en la depuració del text fins a l'edició més àmplia en aquest sentit de Francisco Rico. També va arraconar o es va aprofitar de la labor d'altres cervantistes com Cristóbal Pérez Pastor o James Fitzmaurice-Kelly. Igualment va certificar que un quadre, en realitat falsificat, era el veritable retrat de Cervantes pintat per Juan de Jáuregui. D'altra banda, no va oferir una visió global de l'obra de Cervantes i va ignorar obres tan importants com el Persiles, el teatre o la meitat de les Novelas ejemplares.
Com a paremiògraf es va ocupar de la recollida a partir de fonts orals de refranys andalusos (Cien refranes andaluces de meteorología, cronología y agricultura rural, recogidos de la tradición oral, 1883) i va publicar altres reculls, a partir de la tradició llibresca (Más de 21.000 Refranes Castellanos, 1926, que va ser seguit d'altres reculls amplificant-lo) i feu també una tasca comparativa amb altres llengües romàniques (Los refranes del almanaque. Recogidos, explicados y concordados con los de varios países románicos, 1896).

## Obras
- Suspiros, Sevilla, 1875 (poesía).
- Auroras y nubes: poesías Sevilla: 1878.
- Entre dos luces. Artículos jocoserios y poesías agridulces, Sevilla, 1879 (2.ª edición).
- Basta de abusos: El pósito del doctor Navarro: su fundación y su estado actual Sevilla: Imprenta de El Eco de Sevilla, 1880 (artículos).
- Los cuentezuelos populares andaluces anotados, 1880.
- Tanto tienes, tanto vales, comedia en un acto y en verso, Sevilla, 1882 (2.º ed.)
- Quinientas comparaciones populares andaluzas, Osuna, 1884.
- Juan del Pueblo: historia amorosa popular, Sevilla, 1882; 2.ª ed. 1903.
- Historias vulgares, Sevilla, 1882, relatos.
- Cantos populares españoles recogidos, ordenados e ilustrados por Francisco Rodríguez Marin, Sevilla: Francisco Álvarez y Ca, 1882-1883.
- Los refranes andaluces de Meteorología, Cronología, Agricultura y Economía rural, Fregenal, 1883; 2.ª ed. Sevilla, 1894.
- El "Cantar de los Cantares" de Salomón traducido directa y casi literalmente del hebreo en verso castellano, Osuna, 1885.
- Apuntes y documentos para la historia de Osuna, Osuna, 1889.
- Nueva premática del tiempo (1891).
- Flores y frutos: poesías (1879-1891) Sevilla: 1891.
- Sonetos y sonetillos, Sevilla, 1893.
- De rebusco: sonetos Sevilla: 1894.
- Ciento y un sonetos de Francisco de Osuna y de Francisco Rodríguez Marín Sevilla: 1895.
- Madrigales Sevilla: 1896.
- Los refranes del Almanaque, explicados y concordados con los de varios países románicos, Sevilla, 1896.
- Edición de Primera parte de las flores de poetas ilustres de España ordenada por Pedro Espinosa Sevilla: 1896.
- Comentarios en verso escritos en 1599 para un libro que se había de publicar en 1896, Sevilla, 1897.
- Fruslerías anecdóticas, Sevilla, 1898.
- La onza de oro y la perra chica, Sevilla, 1898; 2.ª ed. Sevilla, 1899.
- Mil trescientas comparaciones populares andaluzas recogidas de la tradición oral: concordadas con las de algunos países románicos y anotadas Sevilla: 1899.
- Luis Barahona de Soto: estudio biográfico, bibliográfico y crítico Madrid : Estab. tip. Sucesores de Rivadeneyra, 1903.
- Rinconete y Cortadillo, novela de Miguel de Cervantes Saavedra. Edición crítica por Francisco Rodríguez Marín. Obra honrada con el premio, en certamen público extraordinario, por votación unánime de la Real Academia Española é impresa á sus expensas. Editio princeps. Tipografía de Francisco de P. Díaz, Sevilla, 1905.
- Pedro Espinosa: estudio biográfico, bibliográfico y crítico Madrid: 1907.
- Del oído a la pluma: narraciones anecdóticas, Madrid: Imprenta de la Biblioteca Patria, 1908.
- Edición de Obras de Pedro Espinosa Madrid: 1909.
- Edición del Don Quijote de «Clásicos La Lectura», en ocho tomos, de 1911-1913.
- Edición de Cristóbal Suárez de Figueroa, El Pasajero: advertencias utilísimas a la vida humana Madrid : Renacimiento, 1913.
- Edición del Don Quijote, en seis tomos (1916-1917).
- Edición de Luis Vélez de Guevara, El diablo cojuelo Madrid: Ediciones de «La Lectura», 1918.
- Cincuenta cuentos anecdóticos, Madrid: Tipografía de la Revista de Archivos, Bibliotecas y Museos, 1919.
- Dos mil quinientas voces castizas y bien autorizadas que piden lugar en nuestro léxico, Madrid: Tipografía de la Revista de Archivos, Bibliotecas y Museos, 1922.
- Nuevos datos para las biografías de cien escritores de los siglos XVI y XVII Madrid: 1923.
- Más de 21000 refranes castellanos no contenidos en la copiosa colección del maestro Gonzalo Correas allegolos de la tradición oral y de sus lecturas Madrid: 1926.
- Edición del Don Quijote, en siete tomos (1927-1928).
- El alma de Andalucía en sus mejores coplas amorosas escogidas entre más de 22.000 Madrid: 1929. Hay facsímil de Madrid: Editorial Atlas, 1975.
- Modos adverbiales castizos y bien autorizados que piden lugar en nuestro léxico Madrid: 1931.
- 12.600 refranes más: no contenidos en la colección del maestro Gonzalo Correas ni en «Más de 21.000 refranes castellanos» Madrid: 1930.
- Los 6.666 refranes de mi última rebúsqueda: que con «Más de 21.000» y «12.600 refranes más» suman largamente 40.000 refranes castellanos no contenidos en la copiosa colección del maestro Gonzalo Correas Madrid, 1934.
- Zorrilla comentador póstumo de sus biógrafos. Cartas íntimas e inéditas del gran poeta español (1883-1889), 1934.
- El doctor Gimeno como literato, 1934.
- 6666 refranes de mi última rebusca, 1934.
- 250 refranes recogidos en Piedrabuena, 1938.
- En un lugar de La Mancha, 1939
- Todavía 10.700 refranes más. Madrid, 1941.
- Edición póstuma del Don Quijote con correcciones y nuevas notas, en diez tomos (1947-1949).